# Kina Grannis
Kina Grannis (née le 4 août 1985) est une chanteuse-compositrice et une guitariste américaine. Elle est née d'une mère japonaise et d'un père américain d'origine anglaise, française, galloise, néerlandaise, écossaise et irlandaise.[réf. nécessaire]
Kina Grannis est la gagnante du concours Doritos Crash The Super Bowl.
Elle a participé à la BO du film Glass City sorti à l'automne 2008.

## Biographie

### Enfance et début de carrière
Kina Grannis a grandi à Mission Viejo, en Californie. Dès son plus jeune âge, elle a été exposée à la musique.[réf. nécessaire] À l'école primaire, elle composa et présenta des partitions de piano simple dans des compétitions artistiques de son district, et a aussi commencé à jouer du violon dans l'orchestre de l'école.
Elle a été scolarisée à la Newhart Middle School de 1998 à 2000, et ensuite à la Capistrano Valley High School de 2000 à 2003. À 16 ans, elle a commencé la guitare en autodidacte, puis s'est concentrée essentiellement sur celle-ci.
En 2003, Kina Grannis s'est inscrite à l'University of Southern California (université de Californie du Sud) à Los Angeles.  En 2005, elle a été sélectionnée par la Thornton School of Music, ce qui lui a permis de produire un CD subventionné par l'école. Le CD, intitulé Sincerely, me., est sorti en 2005. En 2007, elle a été diplômée Summa Cum Laude d'une maitrise en sciences sociales, option psychologie. Durant ses années à l'USC, elle était membre de Phi Beta Kappa et de Phi Kappa Phi.

### Carrière solo
Début 2007, elle a enregistré un titre pour Rachael Lawrence et Deborah Ellen, qui sera ensuite repris dans un épisode de Hôpital central, intitulé Ours to Keep. L'enregistrement de Ours to Keep a depuis été repris dans General Hospital et aussi régulièrement dans le générique de Samurai Girl en septembre 2008.
Grannis a aussi travaillé avec le fameux label Interscope Records (lady gaga, ayo, etc.) pour produire un nouvel album, mais elle a publiquement annoncé en janvier 2009 qu'elle quittait le label pour devenir une artiste indépendante.
Sa chanson Message from your Heart a été adoptée par l'organisation philanthropique Sister to Sister comme leur chanson thème pour 2009.
Un quatrième album, produit comme indépendant, est sorti le 23 février 2010. Celui-ci s'intitule Stairwells et reprend la majeure partie de ses titres originaux ainsi que quelques nouvelles chansons telles que World in Front of Me, In Your Arms et Mr. Sun.
À l'occasion de la sortie de cet album, Kina a organisé une soirée « Real-life Release Party » renommé par ses fans en « Kinacon 2010 ». Cet événement a eu lieu dans la banlieue de Los Angeles précisément dans The Dakota Lounge, 1026 Wilshire Blvd, Santa Monica où ses fans « Kinerds » ont pu assister à son concert privé ainsi que rencontrer Kina et sa famille.
Pour promouvoir son album, son titre Valentine est disponible en téléchargement gratuit via son site web .
Son album Stairwells en quelques semaines se place dans le Billboard 200 et est dans le classement des 25 albums les plus vendus sur Itunes.com, ce qui est exceptionnel car étant indépendante, aucune vraie publicité n'a été faite concernant sa sortie.
Son dernier clip, "In your arms" a connu un énorme succès et lui a permis de passer dans de nombreux talk shows américains tels que Ellen Show, Jimmy Kimmel... et le New York Times lui a même dédié un article. L'énorme succès qui a cumulé plus de 2 millions de vue en moins d'une semaine est dû à sa grande originalité. En effet, ce clip tourné en stop-motion a été entièrement réalisé en bonbons ressemblant à nos Dragibus biens connus, les "jelly beans". 288 000 jelly beans et presque 2 ans auront été nécessaires pour aboutir à ce résultat stupéfiant !
En 2011, elle joue dans le clip des célèbres youtubers Ryan Higa "nigahiga", Chester See et Kevin Jumba intitulé "Nice Guys"
Récemment, en dehors de ses tournées américaines, elle s'est rendue dans toute l'Europe pour "World In Front Of Me Tour 2011", et revient en Europe notamment en France le 15 février 2012 pour une nouvelle tournée "In Your Arms European Tour". En Janvier, on a aussi pu la voir sur le plateau de Taratata où elle a chanté plusieurs de ses titres et a aussi partagé un duo avec Joyce Jonathan sur la chanson de Jason Mraz "I'm Yours"
Après ses tournées européenne(Février 2012),asiatique et australienne (Mars 2012), elle continue dès Avril 2012 la "In Your Arms World Tour" en Amérique du Nord essentiellement aux USA et au Canada (avec deux concerts à Montréal et à Toronto les 28 et 29 avril 2012) qui s'achèvera le 21 mai 2012 à Honolulu (Hawaii) après une tournée de 27 villes nord-américaines dont 3 canadiennes (Montréal,Toronto et Vancouver).

### Vie personnelle
Kina Grannis a deux sœurs appelées Misa et Emi, qui participent occasionnellement à ses vidéos ou à ses concerts. 
Son père Gordon est chiropraticien et sa mère Trish est graphiste.
Elle est mariée au chanteur Jesse Epstein (Imaginary Future de son nom d'artiste) depuis l'été 2013, la vidéo officielle de sa chanson My Dear étant d'ailleurs réalisée à partir d'image de la journée du mariage.
Étant supportrice active de la recherche contre le cancer, Kina Grannis a chanté à plusieurs Relay For Life (en) sud-californiens. En octobre 2008, elle participa au Nike Women's Marathon à San Francisco pour supporter la Leukemia Lymphoma Society, récoltant 6 000 $ pour l'organisation.

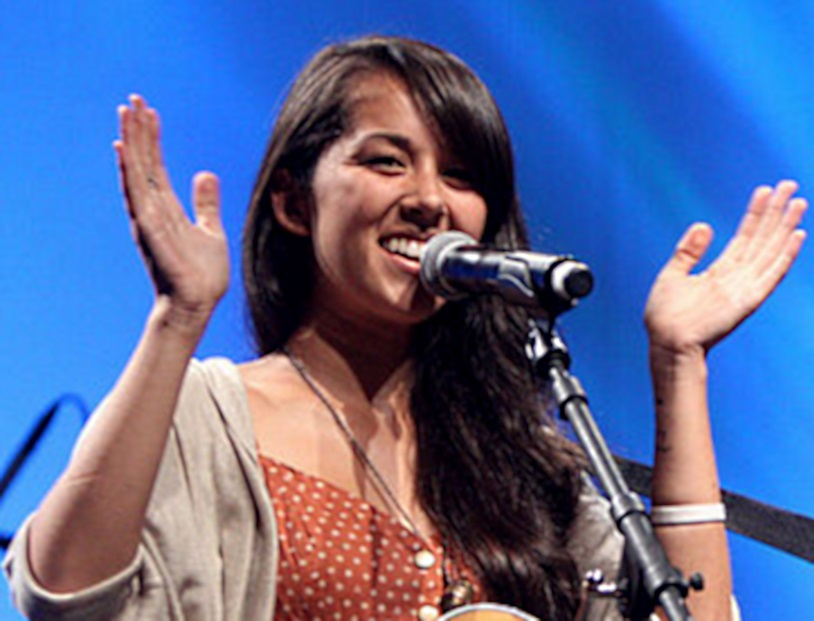
2012.

Toujours engagée dans la lutte contre le cancer, Kina Grannis annonce en Mars 2012 le lancement d'une campagne de récolte de fonds pour financer la recherche médicale contre la Leucémie et le Lymphome avec comme objectif d'atteindre 50 000$. À la fin de cette campagne elle annonce que la campagne a permis la levée de 71 886$ pour la Leukemia and Lymphoma Society (LLS) beaucoup plus que l'objectif initial.

## Discographie

### Albums
- 2006 : Sincerely, me.

1. "Blindly"
2. "Highlighted in Green"
3. "Next Time"
4. "Try"
5. "Another Day"
6. "People"

- 2006 : One More In the Attic

1. "Living In Dreams"
2. "Why Can't I?"
3. "Never Never"
4. "Some Days"
5. "What Is Said"
6. "In Theory"
7. "Wandering and Wondering"
8. "Running Away"
9. "Missing You"

- 2006 : In Memory of the Singing Bridge

1. "Walk On"
2. "Down and Gone (the Blue Song)"
3. "Too Soon"
4. "Breathe Honesty"
5. "Don't Cry"
6. "Night"
7. "Memory"
8. "Untitled"

- 2010 : Stairwells

1. "World In Front Of Me"
2. "In Your Arms"
3. "Valentine"
4. "Strong Enough"
5. "Together"
6. "The Goldfish Song"
7. "Heart and Mind"
8. "Cambridge"
9. "Stars Falling Down"
10. "Delicate"
11. "Message From Your Heart"
12. "Stay Just A Little"
13. "Back to Us"
14. "Mr. Sun"

- 2014 : Elements

1. Dear River
2. The Fire
3. My Dear
4. Winter
5. Oh Father
6. Little Worrier
7. Throw It Away
8. Forever Blue
9. Maryanne
10. Write It In The Sky
11. My Own
12. This Far

### Singles
- "Valentine"
- "Message From Your Heart"
- "Gotta Digg"
- "My Time with You"
- "Without Me"